# Andorno Micca
Andorno Micca (en piamontés, Andorn) es un municipio italiano situado en la provincia de Biella, en Piamonte. Tiene una población estimada, a fines de noviembre de 2024, de 3023 habitantes.

## Evolución demográfica
| Gráfica de evolución demográfica de Andorno Micca entre 1861 y 2024 |
|                                                                     |
| Fuente: ISTAT - Elaboración gráfica de Wikipedia                    |